# Syntozyga
Syntozyga là một chi bướm đêm thuộc phân họ Olethreutinae trong họ Tortricidae.

## Các loài
- Syntozyga anconia (Meyrick, 1911)
- Syntozyga aspersana (Kuznetzov, 1988)
- Syntozyga bicuspis Diakonoff, 1973
- Syntozyga endaphana (Diakonoff, 1968)
- Syntozyga ephippias (Meyrick, 1907)
- Syntozyga episema (Diakonoff, 1973)
- Syntozyga macrosperma Diakonoff, 1971
- Syntozyga negligens (Diakonoff, 1973)
- Syntozyga pedias (Meyrick, 1920)
- Syntozyga psammetalla Lower, 1901
- Syntozyga sedifera (Meyrick, 1911)
- Syntozyga spirographa (Diakonoff, 1968)
- Syntozyga stagonophora Diakonoff, 1973
- Syntozyga transversa (Diakonoff, 1973)